# Andrew Parrott

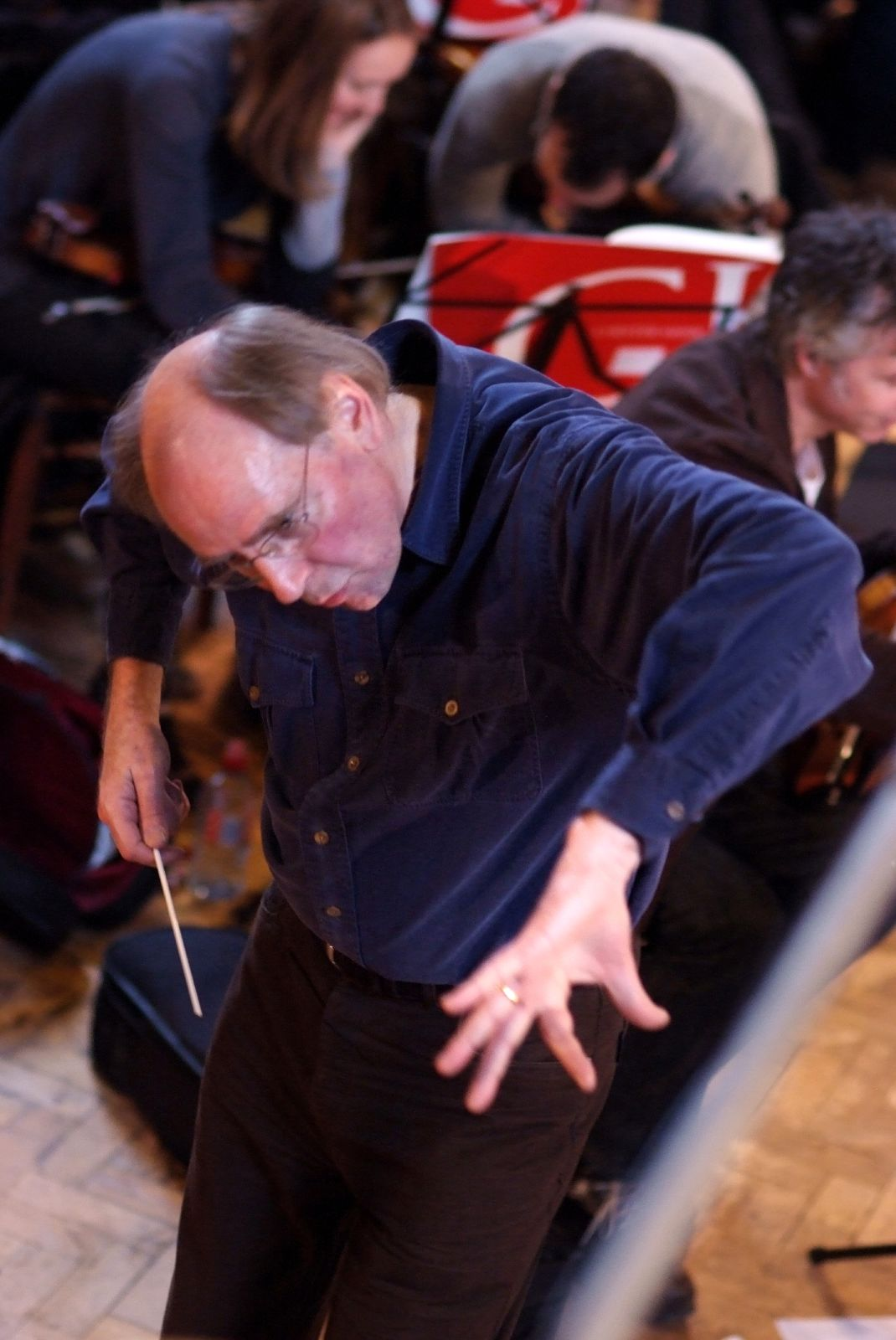
Andrew Parrott (2008)

Andrew Parrott (* 10. März 1947 in Walsall) ist ein britischer Chorleiter und Dirigent sowie Musikwissenschaftler.

## Leben
Parrott studierte an der Universität Oxford, wo er sich schwerpunktmäßig mit der historischen Aufführungspraxis der Musik des 16. und 17. Jahrhunderts beschäftigte.
Er ist bekannt als Leiter des Ensembles Taverner Choir, Consort and Players. In seinem Buch Bachs Chor: zum neuen Verständnis vertritt er die von Joshua Rifkin initiierte Theorie, dass Bach seine konzertante Kirchenmusik nur mit einem Vokalquartett bzw. Vokalquintett aufgeführt habe. Er war von 2000 bis 2006 Music Director der London Mozart Players sowie von 2001 bis 2010 Music Director des New York Collegium und ist seit 2006 Ehrendirigent des Jerusalem Baroque Orchestra. Als Gastdirigent wirkte er u. a. an der Kent Opera, der Mailänder Scala und am Londoner Covent Garden.

## Schriften
- Bachs Chor. Zum neuen Verständnis. Verlag J.B. Metzler – Bärenreiter, Stuttgart / Kassel 2003, ISBN 3-7618-2023-2.
  - Rezensionsnotizen dazu vom Internetportal perlentaucher.
- Werke von und über Andrew Parrott im Katalog der Deutschen Nationalbibliothek